# Пітергауз (група шкіл)
Група шкіл Пітергауз (англ. Peterhouse Group of Schools або просто англ. Peterhouse Group) — це група англіканських шкіл-інтернатів з 1045 учнями на території площею 1 200 га неподалік від міста Марондера, Зімбабве, яка складається з освітніх закладів Peterhouse Boys' School і Peterhouse Girls' School, Springvale House the Preparatory School, Peterhaven at Nyanga, а також та заповідників дикої природи Gosho Park і Calderwood Park.

## Школи

### Школа для хлопців Пітергауз
Школа для хлопчиків — найстарша в групі шкіл. Вона була заснована у 1955 році ректором Фредом Снеллом, який раніше був директором Майклгаузу в Південній Африці.
У школі навчається приблизно 500 хлопців, усі вони є на проживанні. Хлопців організовано в шість будинків, названих на честь людей, які були значущими в історії школи чи англіканської церкви в Зімбабве . Вони в порядку заснування:
- Елліс, названий на честь сера Елліса Робінса . Він був головою Британської південноафриканської компанії[2].
- Педжет, названий на честь преподобного Едварда Френсіса Педжета, який був зімбабвійським англіканським єпископом у середині 20 століття. [3]
- Ґрінгем, названий на честь Роберта Ґрінгема, засновника та колишнього директора школи Рузаві[4].
- Малверн, названий на честь сера Ґодфрі Гаґґінса, який став лордом Малверном. Він був прем’єр-міністром Південної Родезії (1933–53) і першим прем’єр-міністром Федерації Родезії та Ньясаленду (1953–56). [5]
- Фаундерс, названий на честь усіх засновників шкіл[6].
- Снелл, названий на честь Фреда Снелла, засновника школи[7].

Кожному хлопцеві при реєстрації виділяється дім, і він залишається членом цього дому, поки не покине. Крім того, що будинки є будівлями, в яких живуть хлопці, вони також є командами, через які хлопці змагаються на спортивному академічному та культурному фронті.
Наприкінці 1980-х років був створений додатковий будинок, Тінокура, для розміщення хлопчиків D Block (віком 13 і 14 років) у перший рік навчання в Пітергаузі. Тінокура організована так, що кожен хлопець ділить гуртожиток з іншими мешканцями D-блоку зі свого будинку протягом року; його мета полягає в тому, щоб дозволити новоспеченому хлопцеві пристосуватися до «системи» Пітергаузу перед тим, як піддатися суворому впорядкованому функціонуванню головних будинків.

### Дівчача школа Пітергауз
Школа для дівчат була заснована в 1987 році, через два роки після відкриття Springvale House під керівництвом Майкла Гаммонда з 28 ученицями. Peterhouse Girls нараховує 430 учениць інтернату. На відміну від Peterhouse Boys, школа для дівчаток має дві окремі системи будинків (тобто інтернатний і конкурсний будинки). Дівчача школа має горизонтальну інтернатну структуру. 
Пансіони Peterhouse Girls' School:
- Блок D розміщує дівчат у блоці D (Форма 1).
- Будинок Кетлін був названий на честь Кетлін Ґрінгем, дружини каноніка Роберта Ґрінгема, засновника Спрінґвейльської школи, і в ньому навчаються дівчата з блоку С (Форма 2). [8]
- Будинок Марґарет був названий на честь Марґарет Снелл, дружини Фреда Снелла, засновника Peterhouse, і в ньому проживають дівчата з блоку B (Форма 3). [8]
- Будинок Елізабет був названий на честь Елізабет Меґагі, дружини Алана Меґагі, який заснував групу шкіл Peterhouse і вміщує дівчат блоку A (4 клас). [8]
- Вільямс-Філд – старшокласниці (тобто, Vth Form і VIth Form) переїжджають у котеджі Vth Form і VIth Form. [8]

Змагальні будинки конкурують у таких сферах, як академічна, культурна та спортивна діяльність. За ці змагання нараховуються бали будинку.  Будинки названі на честь деяких з перших тварин у парку Гошо, імена:
- Еланд, [9]
- Імпала, [9]
- Куду [9] і
- Соболь. [9]

### Будинок Спрінґвейл
Спочатку заснована як Springvale School у 1952 році Робертом Ґрінгемом і Морісом Карвером (тоді школа для хлопчиків), школа знову відкрилася в 1985 році під наглядом Peterhouse Group під назвою Springvale House . На відміну від старших шкіл Групи, які є одностатевими закладами з повним пансіоном, ця школа є закладом денного навчання та інтернатом.

## Парки

### Парк Ґошо
Парк Ґошо - це заповідна зона площею приблизно 340 га землі в маєтку Спрінґвейл (він примикає до школи для дівчат Пітергауз і Будинку Спрінґвейла), оточений 2,3 м ігровим парканом. Він названий на честь Патріка Ґошо, колишнього менеджера нерухомості Springvale House.  Парк являє собою ділянку лісу Brachystegia з двома потоками, пов’язаними з ними луками та скелястими відслоненнями (на деяких зображені бушменські малюнки). 237 видів птахів було зареєстровано Mashonaland East Birding Group з різноманітними видами Brachystegia, такими як гримперія африканська, синиця замбійська та рудочерева. За даними Товариства дерев, у цьому районі росте 72 види дерев.
Парк Ґошо регулярно використовується трьома школами та сусідніми школами для освітніх і розважальних цілей. Для учнів початкової школи організовуються природоохоронні табори; У парку проводять екскурсії з географії, дослідницькі проекти з біології та курси лідерства.

## Петреанське товариство
Товариство Petrean — це асоціація випускників/випускниць, яка об’єднує осіб, які беруть участь у школах Peterhouse Boys’ та Peterhouse Girls’. Петреанин – це будь-який учень, який був членом школи, як правило, протягом мінімум двох років; будь-яка особа, яка є членом колективу школи не менше трьох років; або будь-яка особа, яка була членом виконавчого комітету школи не менше трьох років.

## Зовнішні посилання
- Peterhouse Boys' School, Зімбабве
- Peterhouse Girls' School, Зімбабве
- Веб-сайт Springvale House
- Петреанське товариство
- Товариство Пітергаузу і Петреан